# Dyne:bolic
Dyne:bolic est une distribution GNU/Linux liveCD entièrement libre, recommandée par la Free Software Foundation. Elle est spécialisée dans la création artistique, et est initiée par Jaromil.
Dyne:bolic est principalement orienté vidéo et audio, avec des logiciels de VJ (vidéo-jockey), et de montage vidéo, et de traitement de données temps réel, mais il permet également de nombreuses autres applications liées à Internet et aux réseaux, comme la possibilité de faire travailler des ordinateurs en réseau (Cluster).

## Fonctionnalités principales
- VJ (effets vidéo temps réel, outils de montage vidéo, etc.)
- Disc jockey (création de sons, échantillonnage, platines virtuelles…)
- Création et montage vidéo
- Dessin et image avec The Gimp
- Mise en grappe (cluster) facile, en lançant plusieurs ordinateurs avec le même CD-ROM, pour les calculs intensifs
- Gestion d'événements multimedia interactifs temps réel

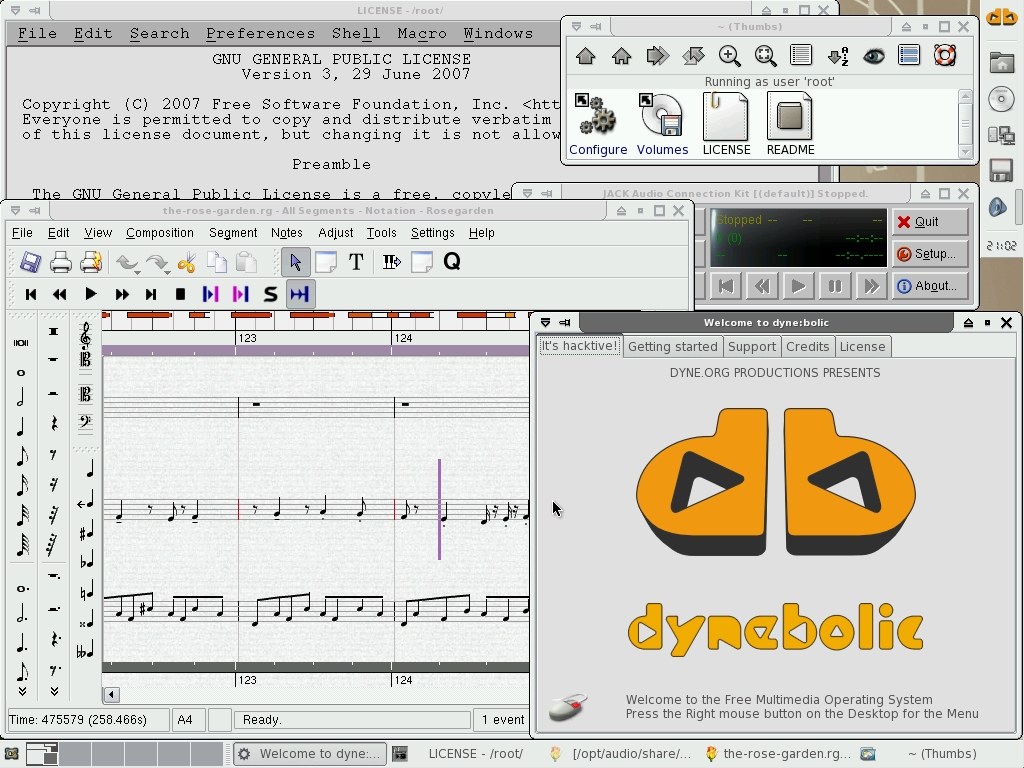
dyne:bolic 2.5.2.

- Création de radio en ligne (MusE)[3]

## Version
La version 2 comporte également des outils de chiffrement des informations personnelles.
Avril 2007
Jaromil présente le projet de faire pour la version 3 une distribution capable de fonctionner sur n'importe quelle plate-forme, n'importe quel appareil disposant d'un micro-processeur suffisamment puissant, comme les consoles de jeu, les assistants personnels.